# Minute Maid

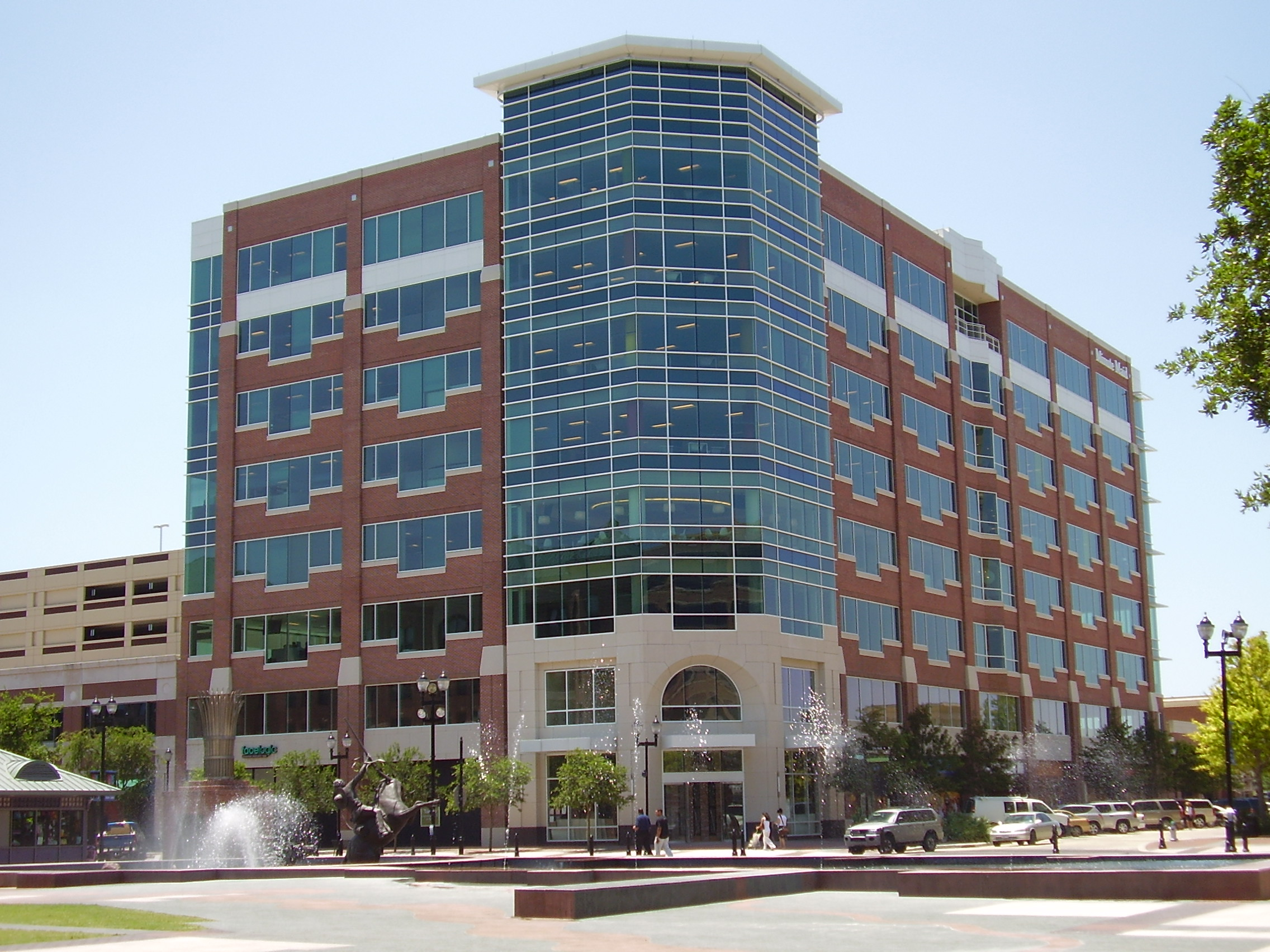
Siedziba główna Minute Maid w Sugar Land.

Minute Maid – zestaw napojów czyli marka towarowa napojów, zazwyczaj typu bezalkoholowej lemoniady czy soku pomarańczowego.
Obecnie zawiera napoje: musujące bezalkoholowe, w tym niemusujący Hi-C. Produkty Minute Maid sprzedawane są w Europie jako Cappy w Europie Środkowej oraz jako Fruitopia w Niemczech.
Minute Maid jako niezależny producent stanowił pierwszego producenta przecieru (koncentratu) pomarańczowego, co pozwoliło na jego rozprowadzanie w formie zamrożonej wskroś USA przez cały rok.
Minute Maid obecnie stanowi część koncernu The Coca-Cola Company. Jest największym producentem i dystrybutorem soków owocowych i napojów.